# Skara stifts- och landsbibliotek
Skara stifts- och landsbibliotek är en byggnad i kvarteret Metes vid Biblioteksgatan 3 i Skara. Byggnaden, som invigdes 1859, förklarades som statligt byggnadsminne den 25 januari 1935 och blev enskilt byggnadsminne den 4 maj 1979.

## Historik
År 1859 kunde Skara stifts samlingar, med anor från medeltiden, överföras till ett nybyggt bibliotekshus, ritat av Johan Fredrik Åbom. Bottenvåningens östra del var ursprungligen avsedd för biskopen och domkapitlet medan den västra hyste läroverkets historiska och antikvariska samlingar samt senare Västergötlands fornminnesförenings samlingar. Betydande delar av den ursprungliga fasta inredningen är bevarad.
Stift- och landsbiblioteket har medeltida ursprung i Skara. Under Bengt den godes tid som biskop gjordes bokinköp, vilka förvarades i domkyrkans biblioteksrum, kallat Librarium.
År 1641 inrättades gymnasium i Skara och detta fick ett eget bibliotek, vilket förvarades i kyrkan. I början av 1700-talet gjorde biskop Jesper Swedberg ett stort antal bokinköp och efter sammanslagning av domkyrkobiblioteket och gymnasiebiblioteket till Skara Kongl gymnasii bibliotheque 1746 byggdes ett nytt bibliotekshus norr om kyrkan. Byggnaden byggdes till 1803 men blev ganska snart för trång och på 1850-talet drev rektor Pehr Gustaf Alander frågan om ett nytt bibliotek. Domkapitlet tilläts genom Kungligt brev i juli 1853 och 1854 att köpa in tomterna i det nuvarande kvarteret Metes för ett nytt bibliotekshus för Skara elementarläroverk på stiftets bekostnad.
För att motivera en nybyggnad angavs i ansökan om tillstånd för byggstart hos Kungl. Maj:t april 1855 att Gymnasiebiblioteket var den enda boksamlingen i stiftet av någon betydenhet. Det påpekades att det förmodligen var näst Linköping det största gymnasiebiblioteket i riket. Man angav också att befintlig byggnad var i ett högst bristfälligt skick och att läget vid brunnen gjorde att byggnaden besvärades av fukt. Byggnaden var så trång att man hade dessutom blivit tvungen att inreda vinden som var så mörk "att utlåning af der befintlige arbeten medförer betydliga svårigheter". Det behövdes också plats till Elementarläroverkets övriga samlingar och consistoriet behövde en ny sessionssal. Consistoriet hade låtit riva det gamla skolhuset, vilket ersatts med ett nytt 1833. Byggnadsmaterialet skulle återanvändas i en ny biblioteksbyggnad.
Ritningarna till det nya biblioteket stod klara 1854 och fastställdes av Kungl Maj:t den 18 maj 1855. Kostnaderna för bygget beräknades till 44 000 riksdaler banco. Domkapitlet, som var byggherre, lämnade inte ut arbetet på entreprenad, utan drev det genom en av domkapitlet utsedd arbetschef.
En av tidens mest kända arkitekter och konduktör i Öfverintendentsämbetet – Johan Fredrik Åbom – anlitades för bygget. Åbom skriver i beskrivningen som medföljer ritningarna: "Huset fodrar ett allvarligt och solidt, men tillika prydligt yttre, med anledning hvaraf blifvit föreslaget att uppföra detsamma i en art rundbågsstil, af fogstruket wälbrändt tegel, med pilastrar, Port- och fönsteromfattningar, taklister och ornamenter, af gult så kallat Flensburgertegel. Detta byggnadssätt bör med begagnande af goda materialier, kunna blifva både prydligt och varaktigt, men fodrar en synnerlig omtanke och noggrannhet wid uppförandet. Fönstren borde såwäl till större trygghet mot eldfara som för att eljest äga längre bestånd, göras af jern, men kunna, så widt en tillfällig besparing i kostnad önskas, äfven göras af trä, och blifva då ca 25 Procent billigare".
Biblioteket skulle byggas av tegel. Eftersom det inte var möjligt att få fram tegel i tillräcklig mängd i tid, startades tegeltillverkning precis utanför staden, nära Brogård. Teglet brändes på ett från England infört sätt – inte i vanliga ugnar, utan på öppna fält, så kallade fältugnar, eldade med stenkol. Fasadteglet införskaffades dock på annan väg. Att domkapitlets representanter var nitiska i sin iver att minska utgifterna framgår bland annat av ett brev från biskop Butsch 7 maj 1855 i Öfvreintendentsämbetets arkiv, där det dels talas om att byggnaden måste uppföras i etapper, först väggar och tak och i ett senare skede inredning. Inredningen skulle dessutom kunna bestå i "redan befintliga inrednings-persedlar". Biskopen föreslår också att man "istället för gult Flensburgertegel till Pilastrar använda vanligt rödt tegel (som skulle ensamt det utgöra en besparing af, circa 500 Rdr Bco), samt att föröfrigt vid byggnadens uppförande iakttaga all den sparsamhet, som med dess soliditet och ändamålsenlighet kan förenas, och jag vågar tro, att dessa besparingar icke blifva så alldeles obetydliga." I ett annat brev skriver biskop Butsch nöjd att flera saker i byggnadsföretaget blivit billigare än beräknat. Exempelvis så kostade grävningen av grunden en tredjedel av vad som beräknats på grund av att "marken befanns öfver all förmodan fri från impedimenter" samt att det var "brist på arbetsförtjenst, och folket åtnöjde sig med lägre dagspenning." Kalken skulle dessutom bli hälften så dyr eftersom man köpte så stor kvantitet.
1857 anställdes Helgo Zettervall som arbetsledare över sommaren. Zettervall studerade vid de Fria Konsternas Akademi i Stockholm och var en tid anställd som ritbiträde hos Scholander. Gunnar Wennerberg, som var god vän med Scholander, bad denne ordna en person att leda arbetena vid biblioteksbygget i Skara. Scholander rekommenderade då Helgo Zettervall. Zettervall kom senare att få stor betydelse för Skara genom ritningar till läroverket och ombyggnaden av domkyrkan.
Det nya biblioteket var klart för inflyttning 1858 och böckerna flyttades över 1858–1859.
Biblioteket placerades på andra våningen, vars väggar var inklädda med väggfasta hyllor. Våningen var indelad i sexton smårum och ett större, förutom trapphallen. De rundbågade öppningarna mellan rummen saknade dörrar och åt söder bildades en öppen fil från öster till väster. Åbom kallar det för gallerier i sin beskrivning. De små rummen på ömse sidor om trapphallen åt norr kallas Utlåningsrum respektive Läsrum.
Bottenvåningens östra del disponerades av domkapitlet. Där inrättades sessionsrum med ett förrum, arkiv och expedition samt tjänsterum för biskopen.
Källarrummen med sina välvda tak hyrdes av handlande. Enligt nybyggnadsritningen var nordöstra delen inredd till vaktmästarbostad.

### Ombyggnad 1910
Från 1910 finns ombyggnadsritningar av Hjalmar Tessing, Skara med rubriken "Skara bibliotek. Förslag till lärosalar i bibliotekshuset för Högre allm läroverk i Skara". Enligt denna skulle hela första och halva nedre våningen tas i anspråk för läroverket. Biskopens tjänsterum och sessionssal finns inte längre med på planen. Väggen mellan sessionssalen och dess förrum togs bort vid denna ombyggnad men syns än idag i form av en balk vid tak. Kakelugnarna togs bort och värmeledning och elektriskt ljus drogs in vid ombyggnaden. Vindsplanet är inte redovisat men en odaterad ritning möjligen från 1910 redovisar ritsal, skuggrum och materialrum med skåp och glasdörrar vilka fortfarande finns kvar på vinden.

### Ahrbom & Zimdahl 1937
Arkitekterna Nils Ahrbom och Helge Zimdahl insåg att Åboms byggnad hade ett kulturhistoriskt värde och hade ambitionen att göra en varsam ombyggnad. Huset proklamerades dessutom som byggnadsminnesmärke 1935.
Det nya stifts- och landsbiblioteket skulle nu ta hela huset i anspråk. Ahrbom & Zimdahl placerade utlåningen på bottenvåningen, en avdelning för vuxna och en avdelning för barn, på var sida om vestibulen. I vestibulen las ett nytt kalkstensgolv och det som arkitekterna ansåg vara ett vanprydande vindfång från 1910 års ombyggnad togs bort och ersattes av ett nytt. I övrigt i bottenvåningen inreddes två läsrum, ett studierum, samt tre arbetsrum för personalen.
Övervåningens östra del behölls oförändrad med ursprunglig hyllinredning orörd för att användas till magasin. Även väster om trapphuset behölls rumsindelningen med rum för studiecirklar med mera.
I västra delen av källaren inreddes det södra, välvda rummet till brandsäkert magasin för dyrgripar. Nordöstra rummet blev packrum. I samband med att nytt värmesystem installerades byggdes en mellanvägg mellan bränslerum och pannrum.
En av huvuduppgifterna vid ombyggnaden var att byta värmesystem. Ångvärmesystemet (troligen från 1910) ersattes med en modern pumpvattenvärmeledning med två pannor. Radiatorer installerades. Den elektriska installationen gjordes ny. Förutom ovanstående gjordes nya golv. Väggar, tak och snickerier målades om. De ursprungliga järnfönstren med fasta, enkla glas byttes mot kopplade fönster i alla rum utom bokmagasinen. På ombyggnadsritningarna har en spiraltrappa placerats innanför östra gaveln, men det är osäkert om denna kom till utförande. Ny inredning – hyllor och lånediskar installerades. På grund av brist på pengar kunde inte en personhiss byggas i detta skede, men ett schakt förbereddes och en handdriven bokhiss installerades.
Hiss installerades 1952 enligt byggnadsnämndens arkiv.

### Ombyggnad 1960-talet
I mitten av 1960-talet gjordes nästa större ombyggnad. Arkitekt Adolf Niklasson, Skara gjorde 1962 ritningar där avdelningen öster om vestibulen och trappan förändrades med nya mellanväggar. På vinden ordnades lunchrum för personalen, varvid ett hörn av trapphallen togs i anspråk. Toaletter byggdes om.

### Ändringar 1970-tal
1974 satte man in dörrar i bågöppningarna öster om mittrummet på andra våningen och antalet toaletter utökades. Den 1 januari 1975 övergick huvudmannaskapet för Stifts- och landsbiblioteket i Skara till kommunen och landstinget.

### Senare tillägg
Endast i trapphuset finns idag ursprungliga järnfönster kvar. I övrigt finns kopplade träfönster med olika profiler och utseende. De nyaste har enkelt utformade bågar och saknar spröjs i innerbågen medan de äldre träfönstren har rikare profiler och spröjsar i både inner- och ytterbågen. På mellanvåningen har alla golv belagts med heltäckningsmatta i vissa fall på en uppbyggnad som kan innehålla vissa elinstallationer. Diverse lätta mellanväggar har ändrats/kompletterats utan att påverka byggnadens stomme.

## Beskrivning
På norra sidan om domkyrkan i Skara står stifts- och landsbiblioteket från mitten av 1800-talet. Biblioteket är en stor tegelbyggnad i två våningar med medeltidsinspirerad arkitektur. Huset står något indraget från gatan och har ett parti med gräsmattor på framsidan, framför entrén är marken stenlagd. Norr om huset finns en park med gräsmattor och träd, bland annat lönn och lärk.
Huset ritat av J F Åbom är uppfört vid mitten av 1800-talet av rött och gult tegel i två våningar. Stilen är medeltidsinspirerade i C G Brunius efterföljd. Huset har en suterrängvåning mot norr med fasader av grovhuggen granit. Bottenvåningens sockel är av samma material men dess överdel består av kvaderstenshuggen gulaktig kalksten. Fasadfälten består av rött tegel i blockförband, men hörn, lisener, takfris och våningsband är utförda i gult tegel. Entrépartiet markeras av en framspringande mittrisalit, krönt av en trappgavel med blinderingar. Entréportal och fönster är rundbågiga. En kalkstenstrappa leder upp till entrén. Byggnaden har fyrluftsfönster där de nedre bågarna har åtta rutor vardera, de övre rundbågiga fönsterbågarna har en dekorativ "treklöver-spröjsning". Fönstret ovanför entrén har ett masverk av tegel i samma mönster. Entrédörren är en till största delen glasad pardörr med överljus, entrédörrens glas samt överljuset har ett finspröjsat diagonalmönster. På norra sidan finns modernare källardörrar klädda med spontad panel. Byggnaden har ett sadeltak klätt med falsad plåt.
Stifts- och landsbiblioteket är byggt 1855–1858 och har exteriört i stort sett kvar sitt ursprungliga utseende. Det är bara de smäckra järnfönstren som i flera etapper bytts ut mot något klumpigare träfönster. Endast sex järnfönster återstår – de rundbågade fönstren i norra fasadens risalit. Taket lades 1992 om enligt samma metod som det ursprungliga taket.

### Interiör
Mittpartiet upptas av ett trapphus med kryssvalv över trappavsatserna. Bottenvåningens östra del var ursprungligen avsedd för biskopen och domkapitlet medan den västra hyste läroverkets historiska och antikvariska samlingar samt senare Västergötlands fornminnesförenings samlingar. Övervåningen har två rumsfiler med boksalar med läsplatser och bevarade väggfasta bokhyllor. Betydande delar av den ursprungliga fasta inredningen är bevarad.
Interiören ger, om man bortser från färgsättningen, ett tämligen ursprungligt intryck. Trots flera ombyggnader, och genom tiderna skiftande användning, finns bottenvåningens stora rum med högt i tak och höga pardörrar kvar och cirka hälften av övervåningens ursprungliga hyllinredning med, av allt att döma, ursprunglig färgsättning och ådringsmålning. Övrig hyllinredning försvann redan vid 1910 års ombyggnad, då övervåningens västra del gjordes om till stora lektionssalar. I och med denna ombyggnad försvann den långa, södra filen, som sträckte sig från öster till väster och som kan ses på Sanfrid Welins fotografi från 1890-talet. Filen bestod av åtta små och ett större rum vars väggar var klädda med hyllor. Väggarna mellan rummen öppnades i stora rundbågade öppningar, liksom de ännu gör i den östra delen. I de nya, stora salar som bildades vid 1910 års ombyggnad, gjordes en i det närmaste likadan taklist som det varit tidigare.
På bottenvåningen delades den norra av de båda västra salarna i två delar 1910, och så är det fortfarande. I den östra delen har däremot rumsindelningen ändrats vid flera tillfällen, men är nu mer lik ursprunget än vad som varit fallet under 1900-talets första hälft. Det som ursprungligen var domkapitlets sessionssal och förrum är nu en enda sal, där spår i tak och väggar minner om forna väggar och öppningar. I nordöstra delen har ombyggnaden efter 1962 års ritning satt sin prägel på utrymmena. De nya innerväggarna där är uppbyggda av ett synligt ramverk av trä, där överdelen är glasad.
Mycket talar för att vinden inreddes 1910 och att de skåp med glasade dörrar som finns där sattes in då. Senare har tak och väggar klätts med skivor.
Källaren inreddes enligt 1937 års ritning till bokarkiv. Om den vaktmästarbostad som finns markerad på nybyggnadsritningen någonsin funnits, så är spåren av denna bortsopade. I övrigt är källarens rumsindelning i det närmaste intakt.
Sedan huset byggdes har toaletter och hiss installerats.